# Maria Domenica Michelotti
Maria Domenica Michelotti, née le 8 octobre 1952, est une femme politique de Saint-Marin.  Elle est capitaine-régent de Saint-Marin du 1er avril 2000 au 1er octobre 2000 avec Gian Marco Marcucci.